# Païsios Ier de Constantinople
Païsios Ier  de Constantinople (en grec : Παΐσιος Α΄) fut patriarche de Constantinople de 1652 à 1655 avec une interruption en 1653/1654 :
- élu en juillet et intronisé le 1er août 1652 jusqu'au début avril 1653 ;
- rétabli vers mi-mars 1654 à mars 1655[1].